# 方棣棠
方棣棠（1899年9月—1968年4月），广东潮阳洋乌都司马浦人。教授、工程力学、建筑科学、土木结构专家。

## 生平
1920年，潮梅镇守使刘志陆考选官费留学学生赴法国留学，每县5名。潮阳的萧锡三、郑国光、方棣棠3人获录取。
1923年8月，孙文意图联俄容共，周恩来作为旅欧中国共青团支部书记贯彻共产国际的指示与国民党左派王京歧联合设立国民党分部，委任王京岐为里昂中国国民党分部筹备处筹备员，周恩来、尹宽为巴黎中国国民党通讯处筹备员，而方棣棠为比国（比利时）中国国民党通讯处筹备处筹备员。11月，方棣棠在里昂托立翁广场咖啡店的国民党代表大会上汇报当月11日比利时通讯处成立，方任处长。同日宣告旅欧中国国民党支部成立，支部机关设立于里昂，方棣棠任副部长。
1924年底或1925年初，作为国民党右派的方棣棠与左派任卓宣等意念不和，国民党支部分裂。方棣棠反对国共合作和共产主义。
1925年于比利时劳工大学机械科三年级时肄业。
1926年8月1日，旅欧华侨响应废除不平等条约运动，发起欧洲华侨废约委员会，实际上主要是法国华侨。方棣棠与另外2人出任委员。
1928年毕业于巴黎工科大学土木系、巴黎大学市政学院。
1928-1930年在巴黎道路建筑公司、鲁力建筑公司等任职工程师。
1931年，任广东省立工业专科学校教授。
1932年春，邹鲁再度任国立中山大学校长，聘请方棣棠任国立中山大学石牌新校工程办事处主任、石牌新址校舍工程施工总监共计5年。
1932年，中山大学工学院筹建，方棣棠任职筹委会。
1934年秋，中大理工学院分出土木工程、化学工程两个系，增设机械工程、电气工程系。方棣棠任土木工程系主任（一说1932年）直到1937年。
1936年，与杨锡宗、林克明、郑校之共同设计了6种教职员住宅。
1936年12月17日晚，中大教职员工代表在文明路大钟楼开会，决定全市教职员集体进行抗日救国活动，派遣教授分别去往其他大学联络。方棣棠教授赴勷勤大学工学院。
1937年7月7日，抗战全面爆发。方就任重庆大学教授。
1946年，任广州市都市委员会委员、广东省建设厅技正、第二科科长、技术室主任、广东省化学工厂筹备处主任等。
1946-1952年在中大任教授兼任土木系主任。
1951年，参与夏昌世教授主持的华南工学院图书馆续建工程。
1952年10月，调入华南工学院任教授，后任数理力学系主任。
1968年，在文革中被迫害致死。

## 著作
- 欧美现代重要交通道路概况，上海民智书局, 1933
- 工程构造原理，国立中山大学出版部，1936
- 广州市都市计划的意见，工程特刊，1946，汕头市档案馆藏
- 工程力学及结构力学
- 工程力学
- 用气压涵箱建筑基础
- Vierendeel 平行梁实用计算法